# الدوري البرازيلي لكرة القدم 2020

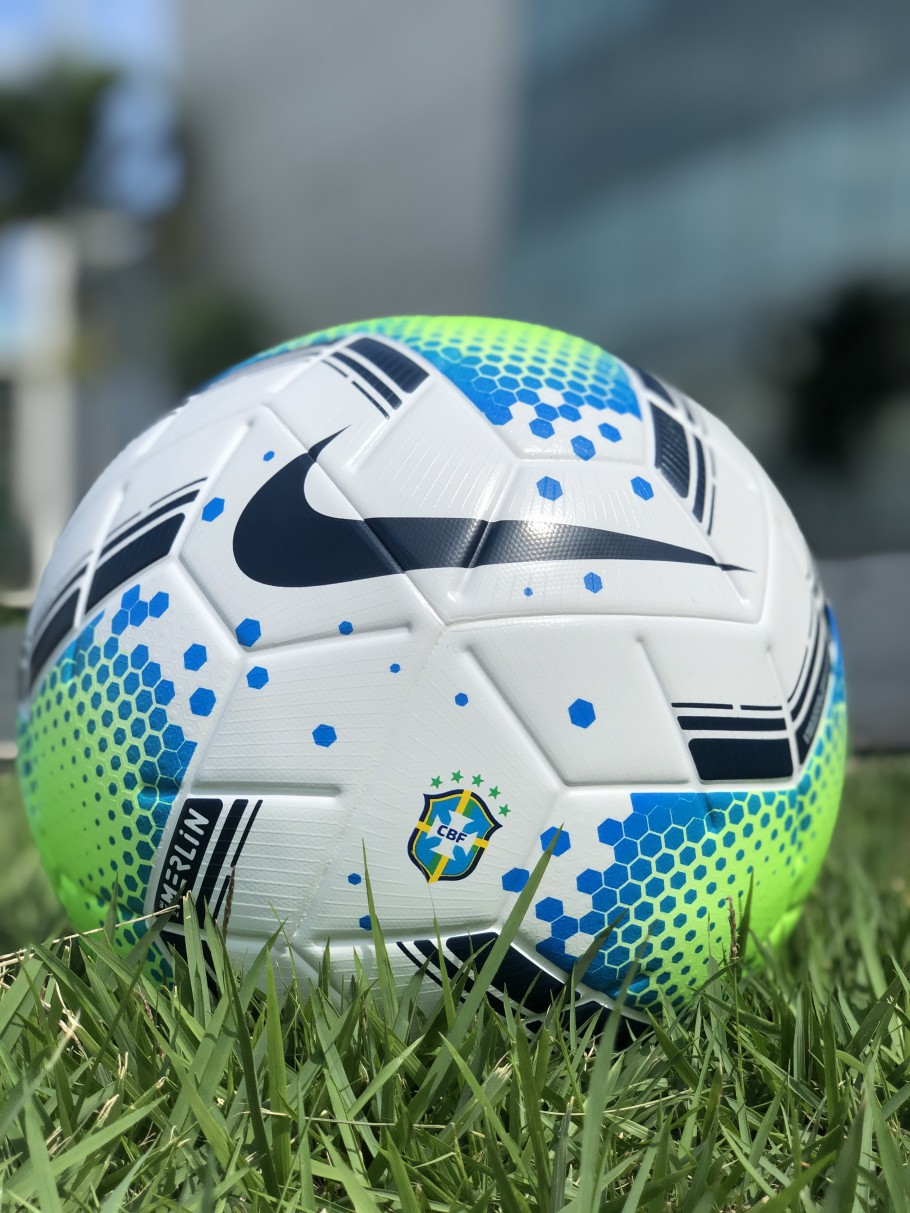
كرة المباراة 2020

الدوري البرازيلي لكرة القدم 2020 هو الموسم رقم 64 في تاريخ الدوري البرازيلي الدرجة الأولى. سيبدأ الموسم في 3 مايو 2020 وينتهي في 6 ديسمبر 2020. ستتأهل الفرق الست الأولى إلى كوبا ليبرتادوريس 2021.